# 굴건제복
굴건제복(屈巾祭服)은 상중에 있는 상주(喪主)가 입는 옷이다. 굴건이란 상주가 두건 위에 덧쓰는 건(머리쓰개)을 말하며, 제복은 상복을 가리킨다.